# Rogelio Ordoñez
Rogelio L. Ordoñez, ook bekend als Roger O. (Imus, 24 september 1940 - 19 mei 2016) was een Filipijns journalist, schrijver en dichter in het Tagalog.

## Biografie
Rogelio L. Ordoñez werd geboren op 24 september 1940 in Imus in de Filipijnse provincie Cavite. Hij studeerde aan de Mapua Institute of Technology en Manuel L. Quezon University. Hij behaalde een Bachelor of Science in Civiele Techniek en een Master of Arts Massa Communicatie.
Ordoñez werkte onder meer voor de Philippine Free Press en Philippine leader Magazine voor dat deze publicatie werd stopgezet na het uitroepen van de staat van beleg door president Ferdinand Marcos. Ook was hij professor op de Graduate School van de Polytechnic University of the Philippines en hij doceerde onder meer creatief schrijven, Filipijnse dichtkunst, Filipijnse literatuur en Geschiedenis, onder meer op het Philippine College of Commerce.
Hij begon met schrijven op de middelbare school. zijn eerste korte verhaal verscheen in 1956 in het tijdschrift Liwayway. In zijn gedichten, korte verhalen en romans schreef hij veelal over het geweld in de wereld. Andere terugkerende thema's waren uitbuiting en onrecht. Zijn werk werd onder meer gepubliceerd in Filipijnse magazines, waaronder Pilipino, geaffilieerd aan de Philippine Free Press en Pinoy Weekly. Sommige van zijn verhalen werden opgenomen in Mga Agossa Disyerto, een anthologie van verhalen in het Tagalog.
Ordoñez ontving diverse onderscheidingen voor zijn werk. Zo won hij in 1963 de 2e prijs in de Liwayway Novel Writing Competition en werd hij onderscheiden met de Balagtas Memorial Award for Journalism. 
Ordoñez overleed in 2016 op 75-jarige leeftijd.